# Квінт Цецилій Метелл Целер (трибун)
Квінт Цецилій Метелл Целер (лат. Quintus Caecilius Metellus Celer;  129 до н. е. —після 88 до н. е.) — політичний діяч Римської республіки, народний трибун 90 року до н. е.

## Життєпис
Походив з плебейського роду  Цециліїв Метеллів. Син Луція Метелла Діадемата, консула 117 року до н. е. Отримав агномен Целер завдяки швидкості, з якою через лише кілька днів після смерті батька влаштував на його честь гладіаторські ігри.
У 90 році до н. е. став народним трибуном. У 88 році до н. е. був плебейським едилом. Під час своєї каденції притягнув до суду Гнея Сергія Сила за неповагу до римської матрони. Подальша доля невідома.

## Родина
Дружина — Целія
Діти:
- Квінт Цецилій Метелл Целер, консул 60 року до н. е.
- Квінт Цецилій Метелл Непот, консул 57 року до н. е.